# Personal Digital Cellular
PDC (Personal Digital Cellular) är en andra generationens mobiltelefonistandard som utvecklades och användes i Japan. Inledningsvis kallades standarden Japan Digital Cellular (JDC), men det landsanknutna namnet ändrades eftersom det begränsade försöken att sälja systemet till andra länder i närområdet.
Standarden definierades av RCR i april 1991. Det första systemet som grundade sig på standarden togs i bruk 1993, hade som mest 80 miljoner användare och togs ur bruk år 2012.
I likhet med D-AMPS och GSM använde PDC tekniken TDMA. Frekvensområdet var 810—888 MHz för nedlänk och 893—958 MHz för upplänk, samt nedlänk 1477—1501 MHz för nedlänk och 1429—1453 MHz för upplänk.
Bland tjänsterna fanns telefoni och mervärdestjänster som trepartsamtal, röstbrevlåda, vidarekoppling, etc. Dessutom fanns datakommunikationstjänster (9,6 kbit/s (kretskoppling), och 28,8 kbit/s för paketförmedlad datatrafik, PDC-P.
I jämförelse med GSM hade basstationerna låg signalstyrka. Telefoner med enkla batterier medförde vissa problem med samtalskvaliteten och bristande signalstyrka inomhus.